# تپه ورمرل
تپه ورمرل مربوط به عصر آهن - دوره اشکانیان است و در شهرستان هرسین، بخش مرکزی، دهستان شیرز، ۱۷۰۰ متری شرق روستای چهر واقع شده و این اثر در تاریخ ۲۶ اسفند ۱۳۸۷ با شمارهٔ ثبت ۲۵۷۱۶ به‌عنوان یکی از آثار ملی ایران به ثبت رسیده است.